# Prima della rivoluzione
Prima della rivoluzione is een film uit 1964 van de Italiaanse regisseur Bernardo Bertolucci.  

## Verhaal
Om zich tegen zijn kleinburgerlijke omgeving af te zetten kiest Fabrizio voor het communisme. Door de zelfmoord van zijn vriend en door een liefdesrelatie met een tante beseft hij dat hij niet kan loskomen van zijn wortels. Hij trouwt uiteindelijk met een burgermeisje dat zijn ouders voor hem hebben uitgekozen.

## Rolverdeling
| Acteur            | Personage |
| ----------------- | --------- |
| Adriana Asti      | Gina      |
| Francesco Barilli | Fabrizio  |
| Allen Midgette    | Agostino  |
| Morando Morandini | Cesare    |